# Manuel de Galhegos
Manuel de Galhegos (Lisboa, 1597 – Lisboa, 9 de Junho de 1665) foi um poeta português.
Foi o primeiro editor do primeiro jornal que existiu em Portugal, a chamada Gazeta da Restauração.
Viveu em Madrid onde foi amigo de Lope de Vega. Depois de ter ficado viúvo, tomou ordens sacras. Obteve privilégio real para imprimir a "Gazeta em que se relatam todas as novas que houve nesta corte" (1641 a 1647). 
Foi poeta, dramaturgo, crítico e teorizador do poema épico. Apesar de defensor da língua portuguesa, foi um autor bilingue. Publicou o poema em oitava rima castelhana de estrutura mitológica Gigantomachia (1629) e o poema epitalâmico de estrutura mitológica chamado Templo da Memória, em sextinas hendecassílabas (em honra do duque de Bragança). Este autor insere-se na literatura de tipo barroco.